# تل الناقة
تل الناقة قرية في ناحية قرى مركز حمص التابعة لمنطقة حمص في محافظة حمص في سورية.

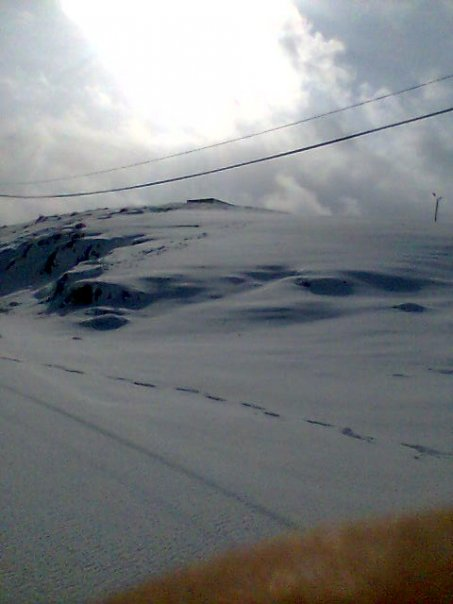
تل القرية في الشتاء

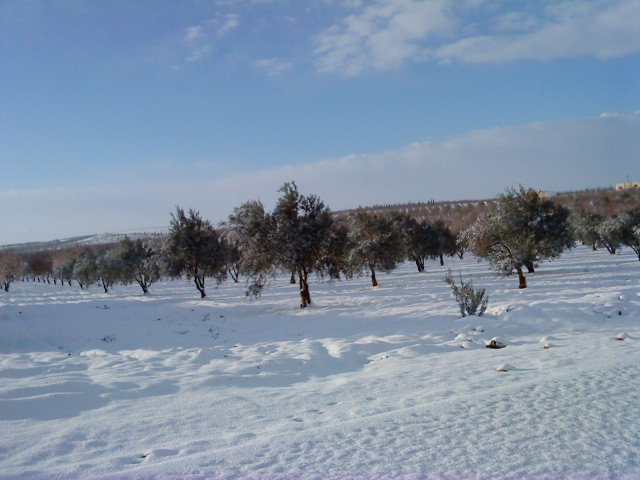
أحد المزارع المحيطة بالقرية

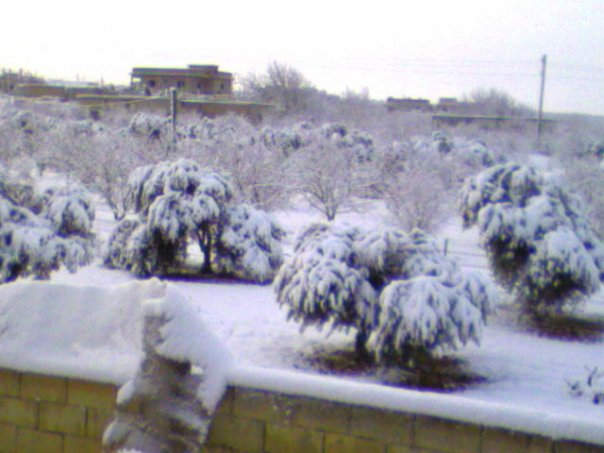
القرية في الشتاء

تبعد قرية تل الناقة عن مدينة حمص 19 كم للشرق على طريق حمص تدمر الجديد (الفوسفات الجديد).
تتوفر في القرية مستوصف ومدرستين ومسجديين، سبب تسمية القرية بهذا الاسم غير معروف بسبب وجود العديد من الروايات عن سبب التسمية وكلها غير مثبته وإنما كلها تدور حول ماهو متوقع أن يكون داخل رأس التل الأثري الذي إلى الآن لم يتم الكشف عنه، وهو مدرج لدى هيئة الآثار السورية.

## السكان
يبلغ عدد سكان القرية حوالى 4650 نسمة[1].وكل سكان القرية مسلمين. عدد كبير منهم خارج القرية في باقي مناطق سوريا للظروف العمل وهناك من هم مغتربين في السعودية وبعض الدول مجلس التعاون الخليجي وقليل في روسيا والولايات المتحدة وبعض الدول الأوروبية والدول الاسكندنافية ما زالو يحافظون على زيارة القرية في انتظام في مواسم العطل

## التعليم
يوجد في قرية مدرستين تعليم أساسي (مدرسة البتدائية ومدرسة الأعدادية). حولي 80% من أهل القرية حاصلين على الشهادة الثانوية العامة، و15% اكملو التعليم الأساسي فقط، والباقي اما أُمي أمية أو حاصل على شهادة المدرسة الابتدائية.

## طبيعة القرية
يوجد في ووسط القرية تل ويطلق عليه اهالي القرية راس التل.
تربة القرية معروفة بخصوبتها ولذللك أهل القرية يستغلونها للزراعة وأهم المزروعات: اللوز والزيتون والعنب.والبعض يزرع أنواع الفاكة والخضار مثل: التفاح والاجاص والرمان والجوز....الخ، والبعض يزرع بعض أنواع اشجار الزينة.وتماختيار القرية منذ عام 2002 كمنطقة اصطيافية كونها تتميز بكل الميزات والمقومات السياحية المهمة. [1]

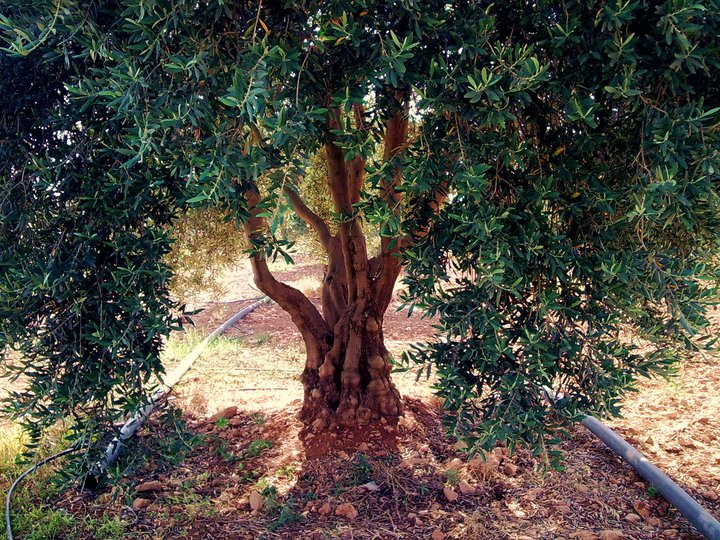
شجرة الزيتون في أحد مزارع القرية

### فصول القرية
تمتاز قرية تل الناقة بهوائها البارد طيلة أيام السنة، وفصل الربيع من أجمل الفصول التي تمر على هذه القرية حيث تزهر أشجار اللوز وتنبت الورود والحشائش الخضراء على تربتها الخصبة مما يعطي لوحة جميله للقرية رسمتها انامل الطبيعة.

## وصلات خارجية
[1] سانا
[2] «تل الناقة».. بلدة حمصية تزدهر بمحبة أهلها لها